# Марция (съпруга на Фабий Максим)
Вижте пояснителната страница за други личности с името Марция.
Марция (на латински: Marcia; † след 14 г.) е първа братовчедка по майчина линия на римския император Август и съпруга на консула от 11 пр.н.е. Павел Фабий Максим.
Дъщеря е на Луций Марций Филип (суфектконсул 38 пр.н.е.) и Ация, по-малката сестра на Ация Балба Цезония, майката на Август. Баща ѝ e син на Луций Марций Филип (консул 56 пр.н.е.) и роден брат на Марция (съпруга на Катон Млади) и доведен брат на Октавиан, бъдещия римски император.
Марция се омъжва през 10 пр.н.е. за Павел Фабий Максим (консул 11 пр.н.е.), който е добър приятел с Август. Тя ражда през 2/1 пр.н.е. син Павел Фабий Персик (консул 34 г.). Вероятно е майка и на Фабия Нумантина, която по някои изочници е дъщеря на Африкан Фабий Максим (консул 10 пр.н.е.), брат на съпруга ѝ.
Според Тацит, през началото на лятото 14 г. Август, заедно само с Фабий Максим, посещава тайно заточения си внук Агрипа Постум на остров Планазия, близо до Елба. След завръщането им, Максим казва за това тайно посещение на Марция, а тя споменава това на Ливия. Август много се ядосал на Максим и той скоро след това се самоубива. На 19 август 14 г. умира и Октавиан Август, вероятно отровен от съпругата му Ливия, заради наследството на престола на сина си Тиберий.